# Малатерра, Гоффредо

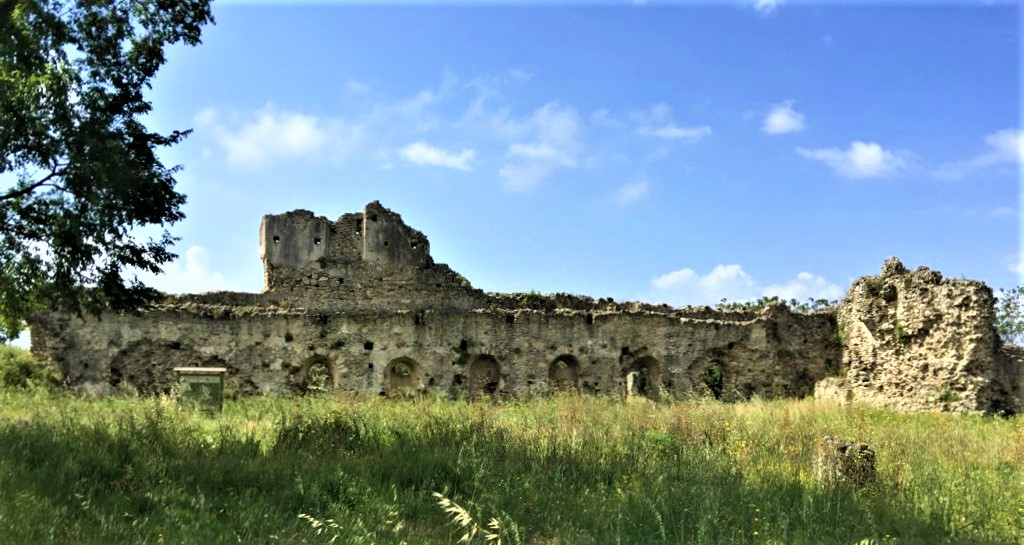
Руины аббатства Св. Евфимии в Ламеция-Терме (Калабрия), разрушенного землетрясением 1638 года

Гоффредо Малатерра, также Готфрид или Жоффрей Малатерра (итал. Goffredo Malaterra, фр. Geoffroi Malaterra, лат. Galfredus Malaterra, после 1099) — итало-нормандский хронист, монах-бенедиктинец, один из летописцев нормандских завоеваний в Южной Италии.

## Биография

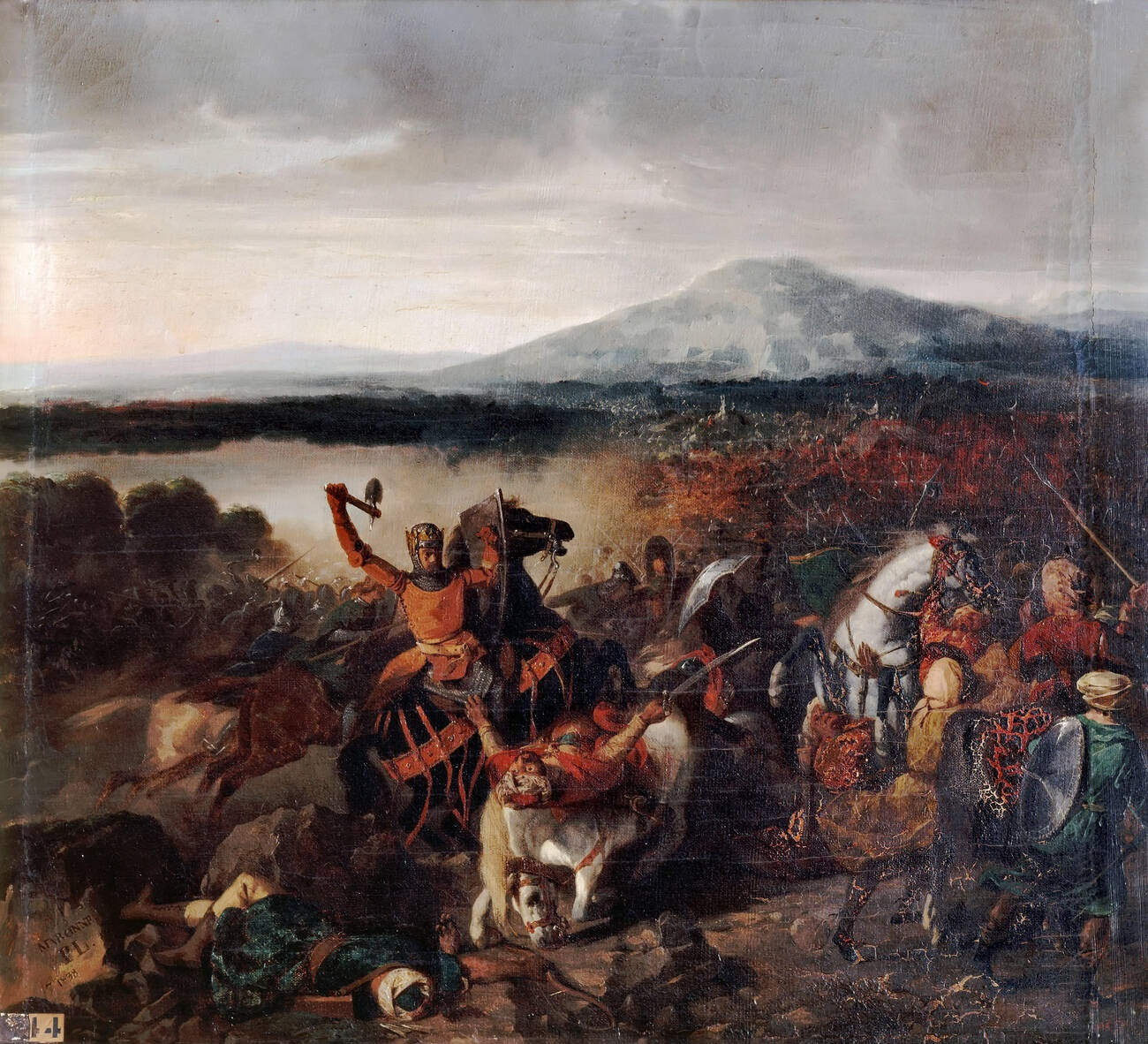
Победа Роберта Гвискара над арабами при Черами (1063). Худ. Проспер Лафай, 1860 г.

Происхождение точно не установлено, вероятно, являлся уроженцем Нормандии. В своей хронике он признаётся, что кое-что упустил и описал «события не в том временном порядке, как они происходили», так как «прибыл из заальпийских мест и совсем недавно стал апулийцем или даже сицилийцем». В юные годы он, возможно, принял постриг в нормандском аббатстве бенедиктинцев Сент-Эвруль-сюр-Уш, подобно своему младшему современнику, известному англо-нормандскому историку Ордерику Виталию, который в перечне источников своей «Церковной истории» упоминает «Годфреда-монаха по имени Малатерра, посвятившего недавно изящную книжицу Рожеру графу Сицилийскому» (лат. Goisfredus monachus cognomento Malaterra hortatu Rogerii comitis Siciliae Elegantum libellum nuper edidit). Имя и прозвище Гоффредо Малатерры, во всяком случае, вполне характерны для нормандской ономастической традиции.
Согласно гипотезе американского историка профессора Мичиганского университета Кеннета Бакстера Вольфа, Гоффредо прибыл на Сицилию вместе с нормандцами не ранее декабря 1091 года, вместе с епископом Катании Анджерио, возможно, после недолгого пребывания в монастырях Апулии, в частности, в основанном в 1062 году Робертом Гвискаром бенедиктинском аббатстве Св. Евфимии в Ламеция-Терме, а также, возможно, в аббатстве Св. Троицы в Милето. В последние годы жизни он жил и работал в дочернем по отношению к обители Св. Евфимии монастыре Св. Агаты в Катании. Умер не позднее 22 июня 1101 года, когда скончался его покровитель сицилийский граф Рожер I, поскольку в своей хронике он нигде не сообщает о смерти последнего.

## Сочинения
Латинская хроника Гоффредо «Деяния Рожера, графа Калабрии и Сицилии, и герцога Роберта Гвискара, его брата» (лат. De rebus gestis Rogerii Calabriae et Siciliae comitis et Roberti Guiscardi ducis fratris eius) в четырёх книгах, наряду с сочинением Вильгельма Апулийского «Деяния Роберта Гвискара», является одним из главных источников по истории завоевания норманнами Южной Италии. Составленная по поручению графа Рожера перемежаемой стихами ритмической прозой, она в основном посвящена его собственным деяниям, и лишь в последней своей части подробно описывает подвиги герцога Апулии Роберта Гвискара в византийских владениях. Повествование в хронике Гоффредо, которая из политических соображений открывается посвящением не самому графу, а епископу Анджерио, заканчивается 1098 годом, сообщением о деяниях Роберта в Святой Земле, с упоминанием соратника последнего Боэмунда Тарентского.
Сочинение Гоффредо, фактологически богатое и написанное неплохой латынью, изобилует, однако, хронологическими неточностями, которые заставляют исследователей предполагать, что некоторые даты описываемых событий внесены в него позднейшими переписчиками, а не самим автором, оправдывающим свои многочисленные ошибки использованием преимущественно устных источников. Тем не менее, более точное в изложении событий начиная с 1060 года, оно содержит немало важных фактов, о которых нам не сообщает ни один другой источник. Оказавшись близким придворным кругам графа Рожера ещё в Нормандии, Гоффредо, несомненно, не только активно использовал рассказы очевидцев, но и имел доступ к официальным документам, а будучи вхожим в графский дворец на Сицилии, вероятно, записывал там семейные предания рода Готвиллей, выводя его от некого Хьяльта (Hialtt), или Готвилля, викинга из войска основателя Нормандского герцогства Роллона. Всячески превознося достоинства нормандцев, хронист не забывает сообщить и об их недостатках, а объясняя их военные успехи вмешательством божественного провидения, вместе с тем, отмечает и утилитарную подоплеку их военных предприятий.
Впервые латинский текст хроники Гоффредо Малатерра был издан в 1578 году испанским историком и антикварием Херонимо Сурита-и-Кастро в Сарагоссе, в типографии Доменико Портонарио, с посвящением 
архиепископу Тарраконскому Антонию Августину, и в 1606 году переиздан во Франкфурте немецким историком Иоганном Писториусом в 3-м томе сборника «Hispania illustrata». В 1723 году «Деяния Рожера» опубликовал в Палермо с разночтениями по разным рукописям сицилийский историк Джованни Баттиста Карузо в редактировавшемся им собрании «Bibliotheca historica regni Siciliae», а в 1724 году их выпустил в Милане церковный историк Л. А. Муратори в V томе подготовленного им свода «Rerum Italicarum Scriptores», дав им неточное заглавие «История Сицилии монаха-бенедиктинца Гоффредо Малатерры» (лат. Gaufredi Malaterrae monachi benedectini Historia Sicula). Эта публикация, заново отредактированная и переизданная Эрнесто Понтиери в 1925—1928 годах, вызывает обоснованную критику со стороны современных исследователей.
В 2005 году вышеупомянутым К. Б. Вольфом подготовлен английский перевод хроники с научными комментариями, опубликованный в Анн-Арборе (Мичиган), а в 2016 году в Кане выпущен французский, подготовленный к печати вместе с латинским оригиналом Мари-Агнес Лукас-Авенель. Первый полный русский перевод, выполненный в 2013 году  И. В. Дьяконовым по изданию Понтиери для сайта «Восточная литература», дополненный примечаниями переводчика и предисловиями Дж. Б. Карузо и Л. А. Муратори, опубликован в 2021 году издательством «Русская панорама» в сборнике «Хроники Сицилийского королевства» из серии «MEDIÆVALIA: средневековые литературные памятники и источники».

## Издания и переводы
- Готфрид Малатерра. О деяниях Рожера, графа Калабрии и Сицилии, и его брата, герцога Роберта Гвискара // Хроники Сицилийского королевства / Пер. с лат. И. В. Дьяконова. — М.: Русская панорама, 2021. — С. 97-216. — (MEDIÆVALIA: средневековые литературные памятники и источники). — ISBN 978-5-93165-458-4.
- Goffredo Malaterra. De rebus gestis Rogerii Calabriae et Siciliae comitis et Roberti Guiscardi ducis fratris eius, a cura de Ernesto Pontieri // Rerum Italicarum Scriptores. — Nuova edizione. — Tomo V. — Parte I. — Bologna: Nicola Zanichelli, 1925—1928.
- Goffredo Malaterra. Imprese del Conte Ruggero e del fratello Roberto il Guiscardo, traduzione e note di Elio Spinnato, Flaccovio Editore. — Palermo: Flaccovio, 2000. — ISBN 8878041718.
- Goffredo Malaterra. Ruggero I e Roberto il Guiscardo, a cura di Vito Lo Curto. — Cassino: Francesco Ciolfi, 2002. — ISBN 8886810105.
- Goffredo Malaterra. The Deeds of Count Roger of Calabria and Sicily and of His Brother Duke Robert Guisc. Translation by Kenneth Baxter Wolf. — Ann Arbor: University of Michigan Press, 2005. — 240 p. — ISBN 047211459X.
- Geoffroi Malaterra. Histoire du Grand Comte Roger et de son frere Robert Guiscard, édité par Marie-Agnès Lucas-Avenel. — Volume I. — Livres I, II. — Caen: Presses universitaires de Caen, 2016. — 448 p. — (Coll. Fontes et paginae). — ISBN 978-2841337439.